# Tisová (přítok Ohře)
Tisová (někdy též jako Březovský potok) je potok ve Slavkovském lese a Sokolovské pánvi v okrese Sokolov v Karlovarském kraji, pravostranný přítok Ohře. Délka toku měří 7,1 km. Plocha jeho povodí měří 13,2 km².

## Průběh toku
Potok pramení ve Slavkovském lese východně od Lobzů v nadmořské výšce 700 metrů na jihovýchodním svahu Paseckého vrchu (743 m). Teče nejprve jihovýchodním až k silnici spojující Lobzy s Březovou. Podél silnice pokračuje západním směrem do míst, před odbočkou do Kamenice stával kdysi mlýn Kühlohmühle.
V jeho okolí, především v úseku mezi mlýnem Kühlohmühle a Březovou se zejména v 16. století dobývala stříbronosná olověná ruda a nachází se zde řada odvalů po historické těžbě.
Směr toku se otáčí k severozápadu, potok protéká městem Březová, opouští Slavkovský les a dál již teče v Sokolovské pánvi.
Podél dálnice D6 pokračuje západním směrem, dálnici podtéká a směřuje k Tisové, kde se nad jezem Černý mlýn nedaleko od elektrárny Tisová vlévá zprava do Ohře.